# Carburazépam
Le carburazépam est une benzodiazépine. Elle a des propriétés anxiolytiques, hypnotiques, myorelaxantes, anticonvulsivantes et amnésiantes.